# Iglesia de San José (Baramulla)
La iglesia de San José es una iglesia católica situada en Baramulla, Jammu y Cachemira, India. Fue establecido en 1891 por los Misioneros de Mill Hill, convirtiéndolo en la iglesia católica más antigua de Jammu y Cachemira, y actualmente pertenece a la Diócesis de Jammu Srinagar. La Iglesia de San José, el Hospital St. Joseph y la Escuela St. Joseph se encuentran en el mismo campus. Es la única iglesia en la ciudad, y hay pocas familias cristianas en la comunidad.

## Historia
La Iglesia de San José fue iniciada por los Misioneros de Mill Hill que vinieron de la Prefectura Apostólica de Kafirstan y Cachemira, la Arquidiócesis de Lahore. Después de que los Misioneros de Mill Hill dejaron la misión, fue cuidado por los Padres Capuchinos. Más tarde fue cuidado por la Sociedad de Jesús y ahora es parte de la Diócesis de Jammu Srinagar. Padre Jim Borst MHM, uno de los pioneros conocidos y antiguo párroco, vive en la ciudad de Srinagar.
La Enciclopedia Católica de 1910 señaló:
En Baramulla, en Cachemira, el Padre Simon, asistido por un personal de doce maestros laicos, dirige una importante escuela para los niños nativos de Cachemira. Los alumnos son trescientos. La prefectura comprende unos quince millones de habitantes. Doce millones quinientos mil de estos son mahometanos, dos millones son hindúes, quinientos mil son budistas y unos cinco mil son católicos.
 La iglesia fue afiliada a la Universidad de Lahore en 1919.

## Persecución de los cristianos locales
```
A finales de octubre de 1947, que condujo al Conflicto de Cachemira de 1947, las tribus locales atacaron la iglesia, la escuela y el hospital, matando a la Madre Superiora y Auxiliar de la Hermana M. Teresalina Joaquina FMM. El padre Jim Borst MHM, que había trabajado en la zona desde 1963, entre ellos sirviendo como director de la Escuela St. Joseph, recibió un Aviso de Quit India de la Oficina de Registro de Extranjeros de Cachemira.
```